# Distrito electoral de Kent (condado de Loup, Nebraska)
Kent (en inglés: Kent Precinct) es un distrito electoral ubicado en el condado de Loup en el estado estadounidense de Nebraska. En el Censo de 2010 tenía una población de 234 habitantes y una densidad poblacional de 0,34 personas por km².

## Geografía
Kent se encuentra ubicado en las coordenadas 41°53′00″N 99°17′14″O / 41.88333, -99.28722. Según la Oficina del Censo de los Estados Unidos, Kent tiene una superficie total de 691.58 km², de la cual 684.86 km² corresponden a tierra firme y (0.97%) 6.71 km² es agua.

## Demografía
Según el censo de 2010, había 234 personas residiendo en Kent. La densidad de población era de 0,34 hab./km². De los 234 habitantes, Kent estaba compuesto por el 100% blancos, el 0% eran afroamericanos, el 0% eran amerindios, el 0% eran asiáticos, el 0% eran isleños del Pacífico, el 0% eran de otras razas y el 0% pertenecían a dos o más razas. Del total de la población el 3.42% eran hispanos o latinos de cualquier raza.